# Arthonia stellaris
Arthonia stellaris är en lavart som beskrevs av Kremp. Arthonia stellaris ingår i släktet Arthonia och familjen Arthoniaceae.   Inga underarter finns listade i Catalogue of Life.